# Saint-Gingolph (Valais)
Pour les articles homonymes, voir Saint-Gingolph (homonymie).
Saint-Gingolph (/sɛ̃ʒɛ̃ɡɔlf/) est une commune suisse du canton du Valais, située dans le district de Monthey.
Le village français de Saint-Gingolph (Haute-Savoie) est séparé du Saint-Gingolph suisse par la frontière entre les deux pays, matérialisée par la rivière de la Morge. La partie française constitue également une commune homonyme.

## Géographie

### Situation
Saint-Gingolph se situe à la frontière entre la France et la Suisse, sur la rive sud-est du lac Léman et sur le delta de la Morge. La commune est située à 17 kilomètres à l'est d'Évian-les-Bains, à 21 kilomètres de Montreux, à 22 kilomètres de Monthey et à 23 kilomètres de Thonon-les-Bains. Les communes suisses limitrophes de Saint-Gingolph sont Port-Valais et Vouvry.
Le territoire de Saint-Gingolph s'étend sur 14,38 km2. Lors du relevé de 2013-2018, les surfaces d'habitations et d'infrastructures représentaient 5,1 % de sa superficie, les surfaces agricoles 11,1 %, les surfaces boisées 60,7 % et les surfaces improductives 23,0 %. La commune est délimitée à l'ouest par la rivière la Morge, qui fait office de frontière avec la France, à l'est par le torrent du Riau et au sud par le Grammont.
| Saint-Gingolph (FR)          | Léman          |             |
| Novel (FR)                   | Saint-Gingolph | Port-Valais |
| La Chapelle-d'Abondance (FR) | Vouvry         |             |

### Transports

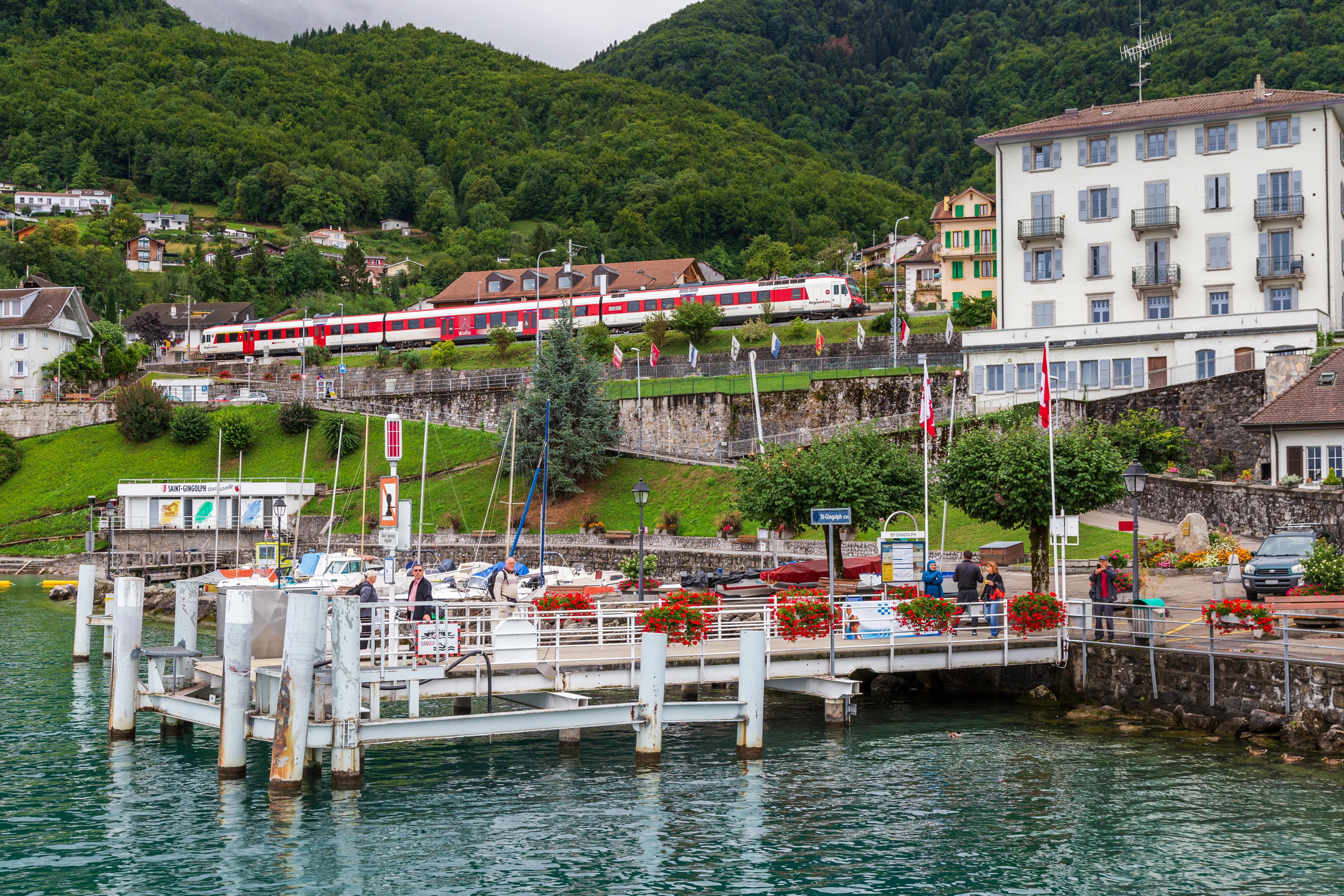
Stations CGN et CFF St-Gingolph.

La commune est desservie par un axe routier majeur, la Route principale 21 depuis Monthey. L'accès à l'autoroute A9 est à 14 km en direction de Lausanne (Villeneuve) et à 17 km (Saint-Triphon) en direction de Sion. La RD 1005 qui commence à la frontière permet de relier la commune aux villes françaises de Thonon-les-Bains et d'Évian-les-Bains. La RD 30 permet de relier la commune de Novel, également située en France.
La ligne ferroviaire est une ligne des CFF qui permet de relier St-Gingolph–Bouveret–Monthey–St-Maurice. L'ancienne Ligne du Tonkin reliant Évian-les-Bains à Saint-Gingolph est actuellement fermée. Un projet de réouverture est en cours, prévoyant la poursuite des trains régionaux valaisans jusqu'à Évian, d'abord à la cadence horaire, puis chaque demi-heure.
La commune est également desservie par un réseau des Cars Postaux (ligne Aigle/Monthey—Saint-Gingolph), une ligne lacustre CGN (Lausanne/Vevey-Saint-Gingolph) et le réseau LIHSA (ligne Genève—Thonon-les-Bains—Saint-Gingolph).
L'aéroport le plus proche est l'aéroport international de Genève.

## Toponymie
Le toponyme de la commune, qui se prononce /sɛ̃ʒɛ̃ɡɔlf/, provient du saint Gangolf d'Avallon,,.
Le village est mentionné en 1153 avec Sancti Gengulfii, puis en 1204 villula Sancti Gingulphi, Sanctus Gingulfus vers 1230, en 1348 Apud Sanctum Gingurphum et Sanctus Gingulphus au milieu du XVe siècle,.
Son nom est Chin-Dhingou en patois valaisan (San-Dzanguieu en patois du val d'Illiez) et San Zhingueu en savoyard.

## Histoire

Photo aérienne (1968)

En l'an 640, à la suite d'un éboulement gigantesque à la hauteur de Bret (actuellement côté français), Saint Romain fixe la construction d'une nouvelle église à l'emplacement de l'actuelle, et lui donne le nom d’Ecclésia Sant Gendoulfo. Cette appellation de Sant Gendoulfo sera par la suite étendue à l'ensemble du village, pour devenir au fil des siècles l'actuel nom que l'on connaît de nos jours, à savoir Saint-Gingolph.
- 515 : le premier village sur le territoire de Saint-Gingolph est Bresti (Bret aujourd'hui).
- 640 : Saint Romain fixe la construction d'une nouvelle église à l'emplacement de l'actuelle, et lui donne le nom de Ecclésia Sant Gendoulfo.
- 4 mars 1569 : un traité signé à Thonon-les-Bains fixe la frontière entre la Savoie et le Valais à la Morge. Saint-Gingolph est ainsi coupé en deux.
- 22 et 23 juillet 1944 : Tragédie de Saint-Gingolph, la partie française est incendiée par les Allemands à la suite d'une attaque des maquisards. 6 otages sont également fusillés.

## Politique et administration
Le conseil communal est le pouvoir exécutif de la commune. Les sept membres sont élus tous les quatre ans par la population.
L'administration communale et ses services se situent au château.

### Liste des présidents
| Période | Période  | Identité              | Étiquette          | Qualité        |
| ------- | -------- | --------------------- | ------------------ | -------------- |
| 1960    | 1992     | Marius Derivaz        |                    |                |
| 1992    | 2002     | Michel Beytrison      | Génération Avenir  | démissionnaire |
| 2002    | 2008     | Marie-Françoise Favre |                    |                |
| 2009    | 2016     | Bertrand Duchoud      | PLR                |                |
| 2017    | 2020     | Werner Grange         | Entente gingolaise |                |
| 2021    | En cours | Damien Roch           |                    |                |

### Bourgeoisie
La commune de Saint-Gingolph comporte aussi une corporation de droit public issue de la commune médiévale, la bourgeoisie. Le conseil bourgeoisial compte cinq personnes : un président, un vice-président et trois conseillers.

### Finances locales
Le tableau ci-dessous présente l'évolution de la capacité d'autofinancement, un des indicateurs des finances locales de Saint-Gingolph, sur une période de dix ans :
| 2012 | 2013 | 2014 | 2015 | 2016 | 2017 | 2018  | 2019  | 2020 | 2021 |
| ---- | ---- | ---- | ---- | ---- | ---- | ----- | ----- | ---- | ---- |
| 750  | 733  | 603  | 702  | 836  | 696  | 1 968 | 1 801 | 486  | 169  |

|  |

## Population et société

### Gentilé et surnom
Les habitants de la commune se nomment les Gingolais.
Ils sont surnommés lou Couadzou, soit ceux qui coupent les queues en patois valaisan.

### Démographie

#### Évolution de la population
La commune compte 1 049 habitants au 31 décembre 2023 pour une densité de population de 73 hab/km2. Sur la période 2010-2023, sa population a augmenté de 18,1 % (canton : 17,0 % ; Suisse : 9,4 %).  

#### Pyramide des âges
En 2023, le taux de personnes de moins de 30 ans s'élève à 30,4 %, au-dessous de la valeur cantonale (31 %). Le taux de personnes de plus de 60 ans est quant à lui de 31,4 %, alors qu'il est de 27,5 % au niveau cantonal.
La même année, la commune compte 530 hommes pour 519 femmes, soit un taux de 50,5 % d'hommes, supérieur à celui du canton (49,9 %).
| Hommes | Classe d’âge | Femmes |
| ------ | ------------ | ------ |
| 1,7    | 90 ans ou +  | 2,7    |
| 10,0   | 75 à 89 ans  | 9,2    |
| 18,9   | 60 à 74 ans  | 20,2   |
| 21,5   | 45 à 59 ans  | 22,9   |
| 16,8   | 30 à 44 ans  | 15,2   |
| 16,4   | 15 à 29 ans  | 14,8   |
| 14,7   | - de 14 ans  | 14,8   |

| Hommes | Classe d’âge | Femmes |
| ------ | ------------ | ------ |
| 0,6    | 90 ans ou +  | 1,3    |
| 8,0    | 75 à 89 ans  | 10,1   |
| 17,1   | 60 à 74 ans  | 17,9   |
| 21,0   | 45 à 59 ans  | 20,7   |
| 21,3   | 30 à 44 ans  | 20,1   |
| 17,3   | 15 à 29 ans  | 16,0   |
| 14,7   | - de 14 ans  | 14,0   |

### Enseignement

#### Enseignement primaire
La commune possède un centre scolaire, à côté de la salle polyvalente, inauguré en septembre 2008. Auparavant, l'école était installée dans le château.

#### Enseignement secondaire
La commune participe au Cycle d'orientation de Vouvry, avec les communes de Port-Valais, Vouvry et Vionnaz.

### Manifestations culturelles et festivités
Les principales manifestations annuelles sont les suivantes :
- Carnarioule (4 jours de festivités à l'occasion du Carnaval)
- Fête nationale française (14 juillet)
- Fête nationale suisse (1er août), cortège et feux d'artifice
- Fête patronale de la Saint-Laurent (2e week-end d'août)
- Manche du championnat romand de caisses à savon (dernier samedi d'août, tous les 2 ans)
- Fête de la Châtaigne (2e week-end d'octobre)[17]
- Concerts de la fanfare (Noël et avril)

### Sports
La commune de Saint-Gingolph (Suisse) possède plusieurs équipements sportifs :
- une plage ;
- une salle polyvalente équipée ;
- deux terrains de football ;
- plusieurs centaines de kilomètres de sentiers de randonnée balisés.

### Vie associative
Une vingtaine d'associations sont recensées à Saint-Gingolph, pour la plupart franco-suisses. La liste est disponible sur le site internet de la commune.

### Médias
- Journaux locaux : Le Nouvelliste et Le Régional.
- Radio locale : Radio Chablais (la commune participe au capital de la radio).

## Économie
Au début des années 1920 a été créée une fabrique artisanale de "perles du Léman", obtenues à partir d'écailles d'ablettes puis de féra. Le Musée des Traditions et des Barques du Léman leur consacre une salle d'exposition.

## Culture et patrimoine

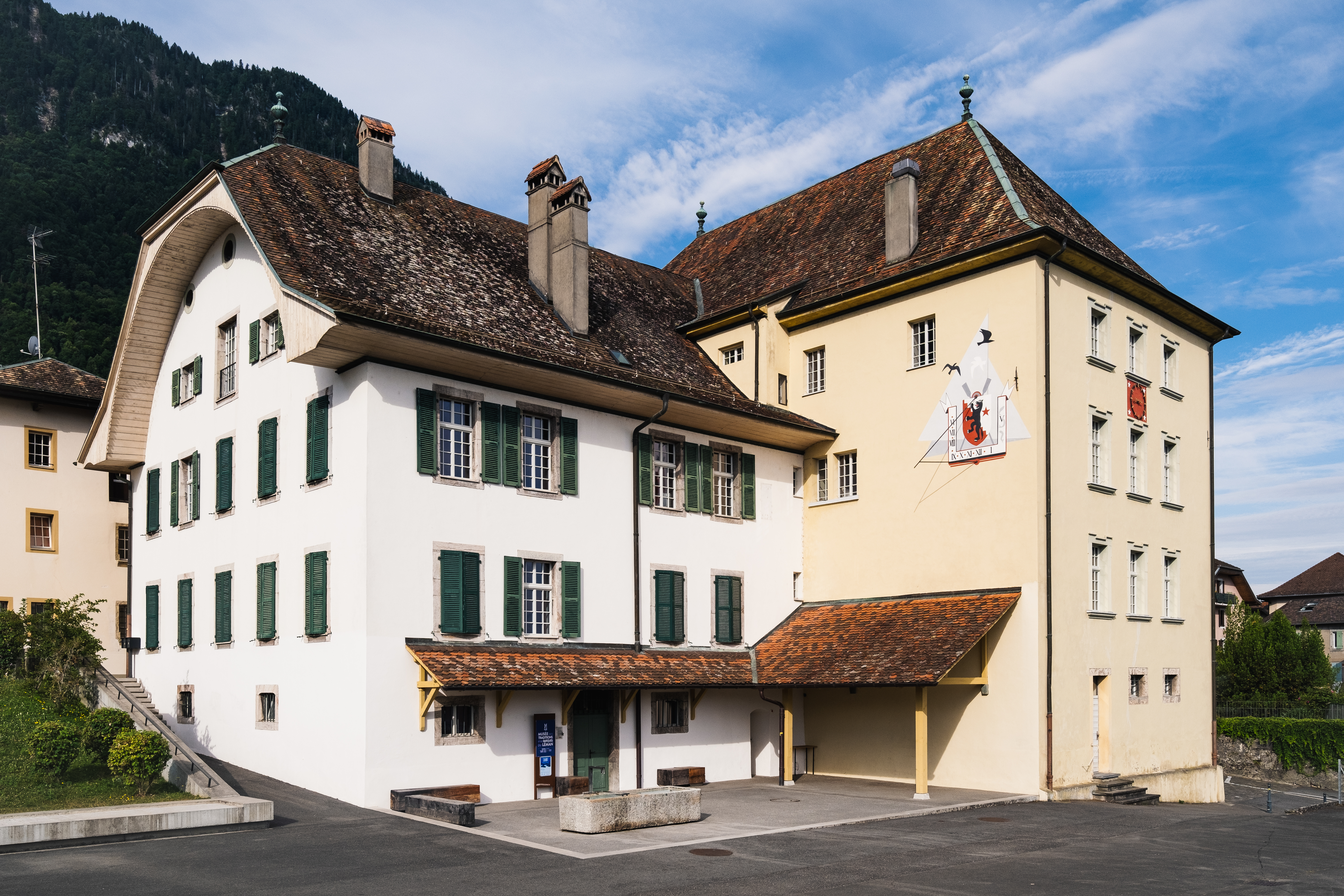
La maison de Rivaz (à gauche) et le château de Saint-Gingolph.

Le village de Saint-Gingolph est inscrit à l'Inventaire fédéral des sites construits à protéger en Suisse comme « cas particulier ».

### Patrimoine architectural

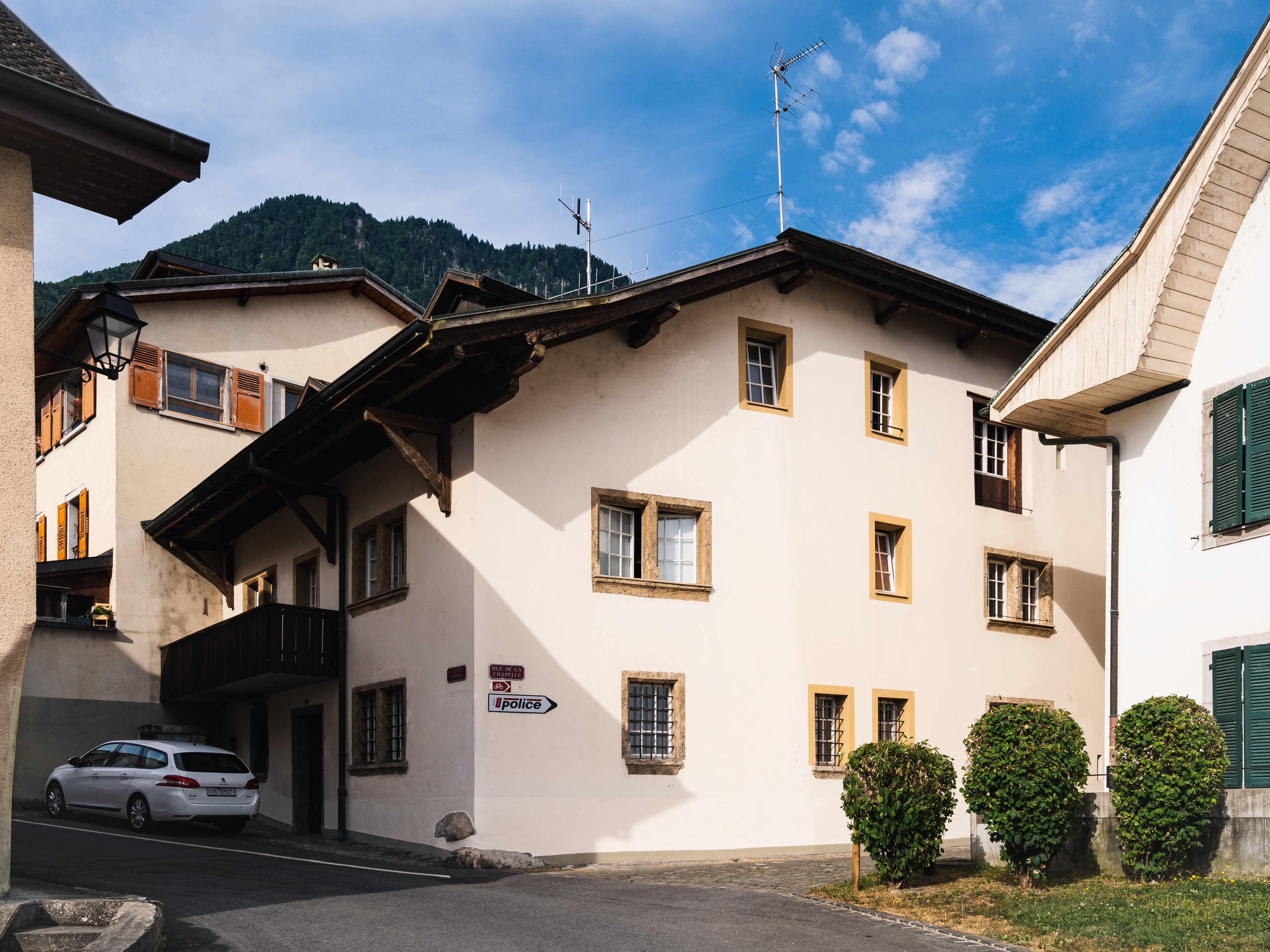
L'ancien hôtel de la Croix-Blanche de Saint-Gingolph.

L'ancien Hôtel de la Croix-Blanche (qui abrite actuellement les bureaux de la Police Cantonale), la chapelle de la Sainte-Famille, le château de Saint-Gingolph et sa dépendance, soit la maison de Rivaz-de-Nucé ou maison des Sœurs, sont classés biens culturels d'importance régionale.

### Patrimoine lacustre
- Ancien chantier naval, qui a vu pendant près d'un siècle sortir de ses murs la majorité des barques à voiles latines du Léman.
- Cochère « L'Aurore », réplique d'une barque du Léman mise à l'eau le 28 octobre 2000.

### Patrimoine culturel
Le musée des Traditions et des Barques du Léman est classé parmi les biens culturels d'importance régionale.

### Lieux de culte

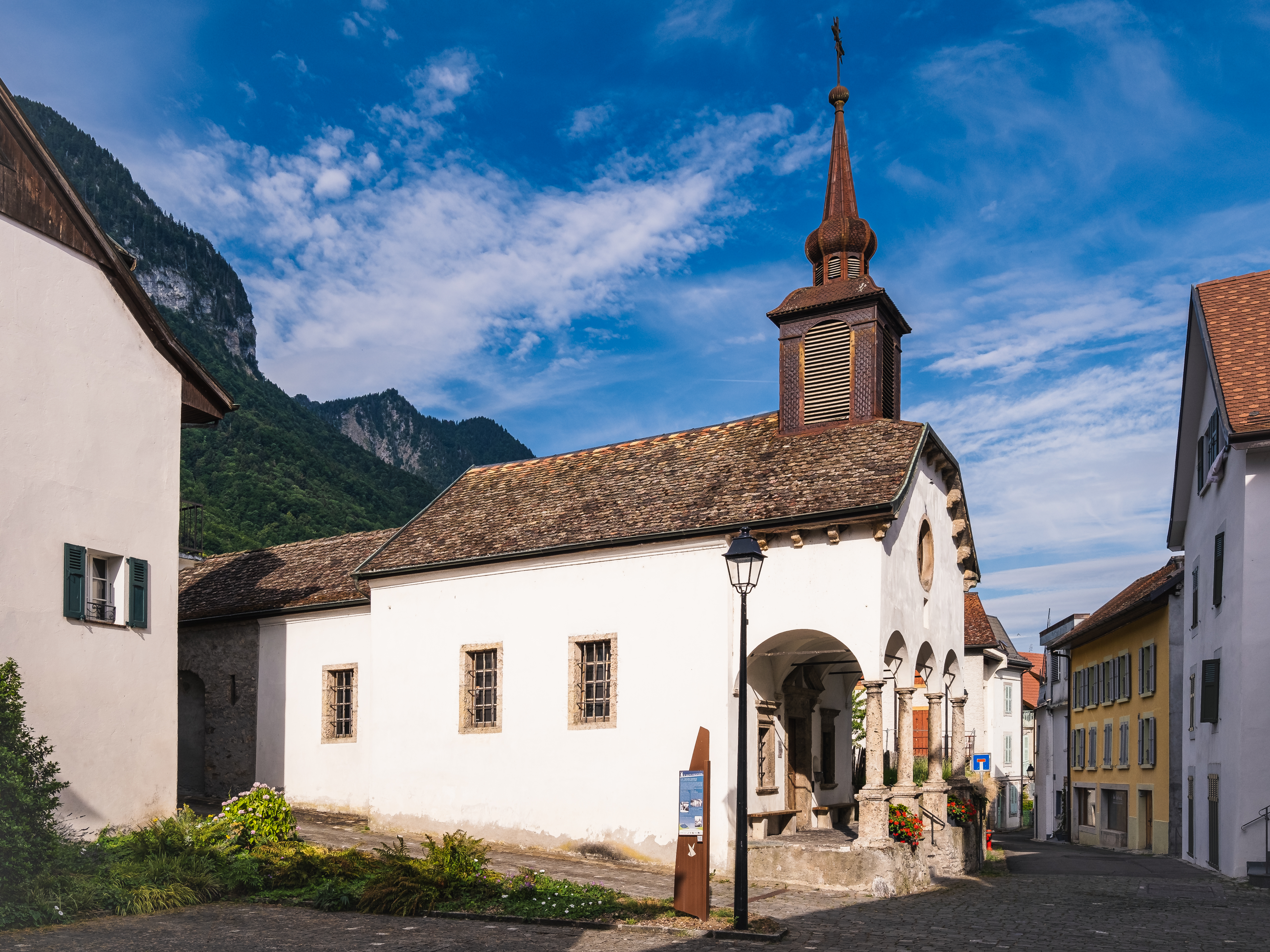
La chapelle de la Sainte-Famille.

- Chapelle de la Sainte-Famille (1677), réservée aux familles bourgeoises de la commune.
- École des Missions, à 4 km en direction du Bouveret.

Ces lieux de culte font partie du diocèse d'Annecy, celui-ci s'arrêtant à la limite communale au Bouveret, frontière diocésaine effective avec le diocèse de Sion sur le torrent du Riau.
Il faut noter que malgré le fait qu'il y ait deux communes distinctes, il n'y a qu'un seul cimetière, situé sur territoire français, ce qui a engendré des situations cocasses pendant le conflit 1939-1945, notamment des cercueils vides de corps mais qui contenaient en réalité des armes ou de la nourriture. Les habitants du côté suisse se font ainsi enterrer en France.
L'église paroissiale située sur la commune française dessert la paroisse qui s'étend sur les deux communes,.

### Personnalités
- François Isaac de Rivaz (1752-1828), inventeur du moteur à combustion interne, a résidé à Saint-Gingolph.
- Sabine Weiss (1924-2021), née Sabine Weber, née dans la commune, photographe d'origine suisse, naturalisée française, se rattache à la photographie humaniste.
- Natacha Gachnang (née en 1987), pilote automobile, a résidé à Saint-Gingolph.

### Héraldique
| Blason | Blasonnement : « Tranché denché d'argent et de gueules à la loutre rampante de sable, armée d'argent et lampassée de gueules, brochant sur le tout, accompagnée au canton senestre du chef d'une étoile de gueules. » |

Les armoiries de Saint-Gingolph sont attestées sur un banneret du XIXe siècle. Bien que le véritable animal héraldique de Saint-Gingolph soit la loutre, plusieurs auteurs donnent les armes de la commune avec un chien assis, un écureuil ou une hyène.

### Fonds d'archives
- Fonds : Saint-Gingolph, Commune (1319-1915) [3,85 mètres].  Cote : CH AEV, AC Saint-Gingolph. Sion : Archives de l'État du Valais (présentation en ligne).